# The Closed Door (film 1915)
The Closed Door è un cortometraggio muto del 1915 diretto da James W. Horne. È il diciassettesimo e ultimo episodio del serial cinematografico (due rulli per episodio) Girl Detective.

## Produzione
Il film fu prodotto dalla Kalem Company.

## Distribuzione
Distribuito dalla General Film Company, il film - un cortometraggio di due bobine - uscì nelle sale cinematografiche statunitensi il 18 maggio 1915.